# Carnaval de Cajamarca
El Carnaval de Cajamarca es una festividad peruana. Se celebra principalmente entre enero, febrero y marzo, específicamente en el Miércoles de Ceniza, en la ciudad homónima, en Perú, con eventos preliminares quince días antes.

## Historia
Manifestada por primera vez en el siglo XVI con la conquista por el imperio español, popularizada en los años 1930 y declarada en 2002 como fiesta nacional (Ley 27667), es una de las festividades concurridas en el país. Su principal promotor de la versión moderna del carnaval fue Horacio Gálvez Alva.
El personaje venerado es Ño Carnavalón (o Rey Momo, inspirado en la personificación de la sátira, apodado también "Rey de la alegría"), muñeco que se recorre en un pasacalles por representantes de barrios de la zona desde su apertura hasta su velorio el Martes de Carnaval y su posterior entierro en los Baños del Inca durante el Miércoles de Ceniza. Dicho pasacalle incluye un gran concurso con el baile típico de la zona, el cashua, e incorpora actividades turísticas como gastronomía, vestimentas, disfraces coloridos, certamen de belleza, entre otros. También se incluyen otros bailes como cilulo, la matarina y el cumbe cumbe.
En el corso congrega a 70 mil personas (2017), mientras que en el día central llega a los 300 mil (2016).
Entre sus expresiones culturales más antiguas están la copla y su variación, el contrapunto. Consta de cuartetos rimados relacionados con la vivencias amorosas e incorpora instrumentos como guitarra y el acordeón. Ambas expresiones fueron declaradas Patrimonio Cultural de la Nación en 2017 y oficializadas en 2018.
En ediciones modernas se influyeron otros eventos preparativos como los "jueves de compadres", sesiones musicales no religiosas realizadas nocturnamente en el barrio de San Pedro. También establecieron a una viuda elegida por concurso, y permitieron que los restos sean dispersados en cenizas para dejar la herencia a las autoridades de la zona.
Para promocionar fuera de la ciudad en 2014 contaron a Janet Barboza para el cierre de la semana del carnaval cajamarquino en la Plaza de Acho. En 2017 se instaló un museo temporal sobre los corsos realizados desde la década de 1970 que recibió unos 40 000 visitantes en su temporada de estreno. En 2020 se realizó una fiesta previa con delegaciones distritales en la Plaza Mayor de Lima.
En 2020 la Municipalidad Provincial de Cajamarca declaró el día 24 de febrero como "Día Central de la Celebración del Carnaval Cajamarquino".